# منتخب الدنمارك للكريكت للسيدات
منتخب الدنمارك للكريكت للسيدات هو ممثل الدنمارك الرسمي في المنافسات الدولية في الكريكت للسيدات . تأسس في 1989.